# NGC 1557
NGC 1557 (другое обозначение — ESO 55-**15) — группа звёзд в созвездии Южная Гидра.
Этот объект входит в число перечисленных в оригинальной редакции «Нового общего каталога».
Состоит из 10-15 звёзд и занимает на небе площадь 15 на 10'  в нескольких градусах к северо-западу от Большого Магелланова облака. Центр NGC 1557 находится в 5 градусах к югу от точки, на которую указывают данные Гершелем координаты.